# مراد و لاله
مراد و لاله فیلمی به کارگردانی  و نویسندگی صابر رهبر محصول سال ۱۳۴۴ است.

## بازیگران
- لیلا فروهر
- مجید فریدفر
- فریبا خاتمی
- محسن مهدوی
- محسن آراسته
- دلیله نمازی
- محمدتقی کهنمویی
- گیتی فروهر
- حسین اشراق
- عباس مهردادیان
- اسدالله یکتا